# Giovanni Battista Petrucci
Giovanni Battista Petrucci (Napoli, ... – Caserta, 1514) è stato un arcivescovo cattolico italiano.

## Biografia
Giovanni Battista Petrucci nacque a Napoli da Antonello cancelleria reale di Alfonso V d'Aragona e segretario di re Ferrante I.
Con il favore del padre presso re Ferrente I ottenne l'arcivescovado di Taranto nel 1485. In seguito quando il padre rimase coinvolto nella cosiddetta congiura dei baroni si dimise da arcivescovo e nominato vescovo titolare dell'Arcidiocesi di Madito nel 1489 e trasferito alla chiesa di Teramo come amministratore apostolico.
Nel 1494 divenne vescovo di Caserta, città ove morì nel 1514.

## Opere
Giovanni Battista Petrucci fu molto dotto nelle lettere e rinomato poeta latino., ha scritto un poema eroico sulla vita e le geste di S Giacomo della Marca suo intimo amico e il poema eroico De Cometa.